# JR貨物UT11A形コンテナ

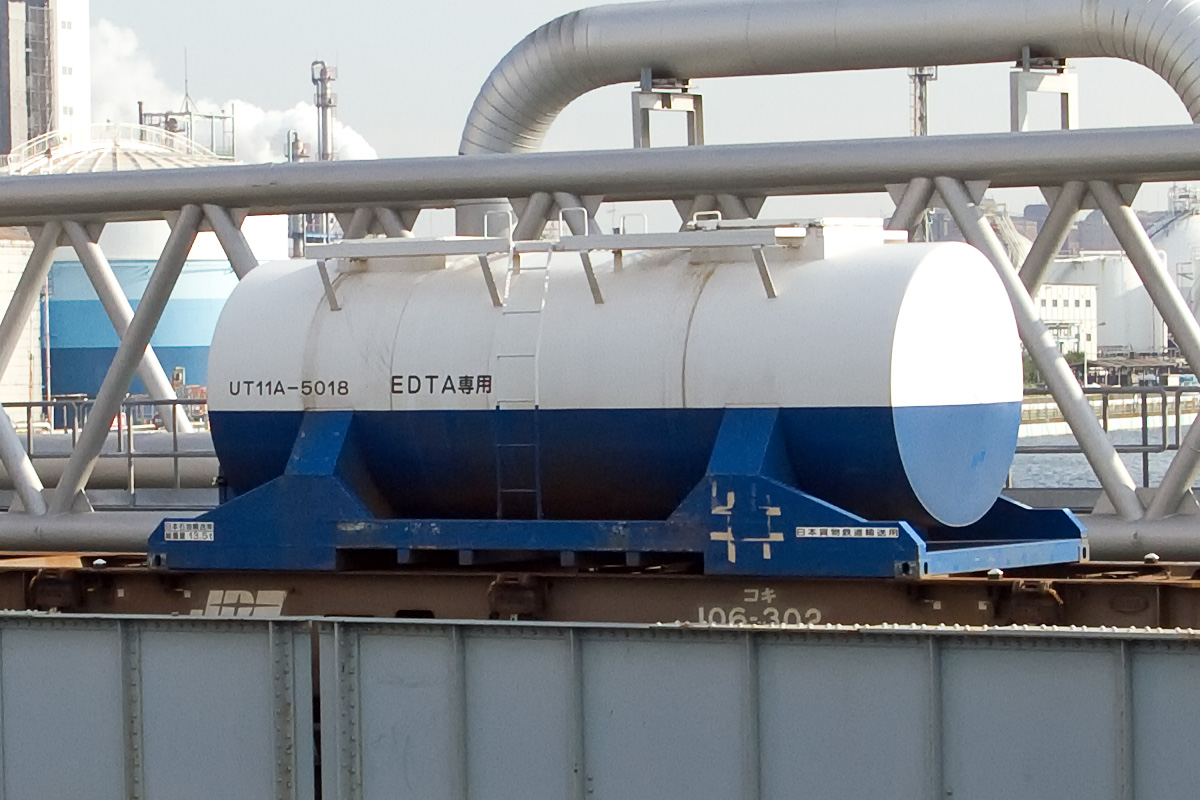
UT11A-5018 日本石油輸送所有。（EDTA専用）神奈川県／川崎市内にて、2012年9月20日撮影。

UT11A形コンテナ（UT11Aがたコンテナ）は、日本貨物鉄道（JR貨物）が輸送用として籍を編入している、20 ft形の私有コンテナ（タンクコンテナ）である。

## 概要
本形式の数字部位 「 11 」は、コンテナの容積を元に決定される。このコンテナ容積11㎥の算出は、厳密には端数四捨五入計算の為に、内容積10.5 - 11.4㎥の間に属するコンテナが対象となる。また形式末尾のアルファベット一桁部位 「 A 」は、コンテナの使用用途（主たる目的）が 「 普通品（非危険品の輸送）」を表す記号として付与されている。

## 番台毎の概要
- 番台は5000番台、8000番台、28000番台の3種類に分けられている。

### 5000番台

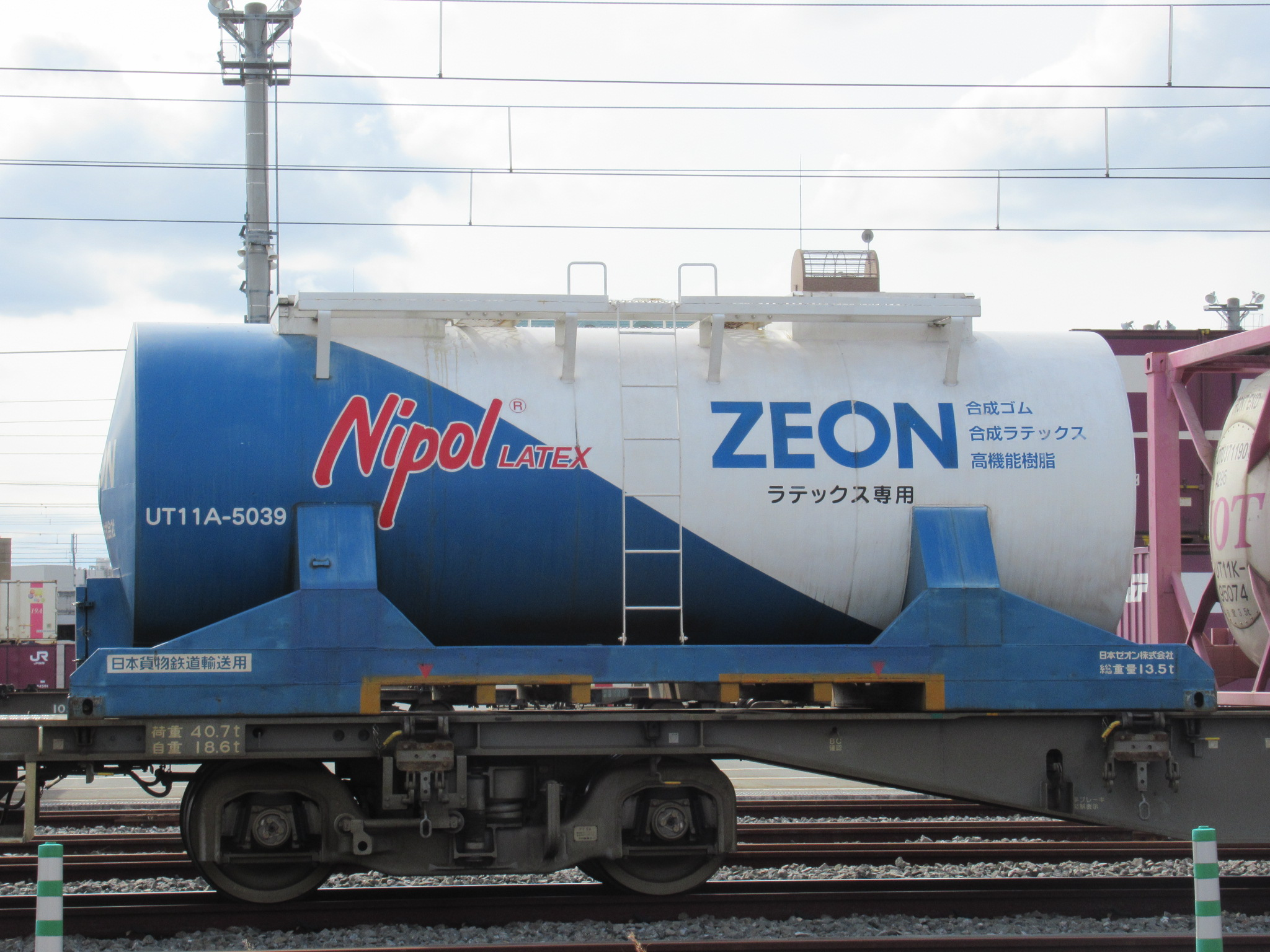
UT11A-5039 日本ゼオン所有。※新カラー。（ラテックス専用）2019年2月8日撮影。

5001 - 5005, 5048 - 5053, 5069 - 5073
日本石油輸送が所有し、住友化学工業が借り受ける水酸化アルミニウム専用コンテナ。
5006 - 5008, 5044 - 5047、5054 - 5060
日陸が所有し、住友化学工業が借り受ける水酸化アルミニウム専用コンテナ。
5009 - 5011
同和通運が所有する廃アルカリ水溶液専用コンテナ。
5012 - 5016, 5031 - 5039, 5061 - 5064
日本ゼオンが所有するラテックス専用コンテナ。
5017 - 5030, 5040 - 5042
日本石油輸送が所有し、日本ゼオンが借り受けるラテックス専用コンテナ。
5065 - 5068, 5074 - 5076, 5078, 5084
日本石油輸送が所有し、サンノブコが借り受けるステアリン酸カルシウム専用コンテナ。
5077
日新科学研究所が所有するステアリン酸カルシウム専用コンテナ。
5079 - 5082
日本石油輸送が所有し、日新科学研究所が借り受けるステアリン酸カルシウム用コンテナ。
5083
日本石油輸送が所有し、近代化学工業が借り受ける窒素防水剤専用コンテナ。
5085 - 5094
日本石油輸送が所有し、住友エイビーエス・ラテックスが借り受けるラテックス専用コンテナ。
5095 - 5097
日陸が所有する酢酸ビニルエマルジョン専用コンテナ。
5096
日陸が所有するアクリルエマルジョン専用コンテナ。
5098 - 5100
日本石油輸送が所有し、日新科学研究所が借り受けるステアリン酸カルシウム専用コンテナ。
5104【1個】
同和通運が所有する廃アルカリ水溶液専用コンテナ。
2001年度取得。日本車両製造。
5106 - 5109【4個】
同和通運が所有する廃液専用コンテナ。
2001年度取得。日本車両製造。

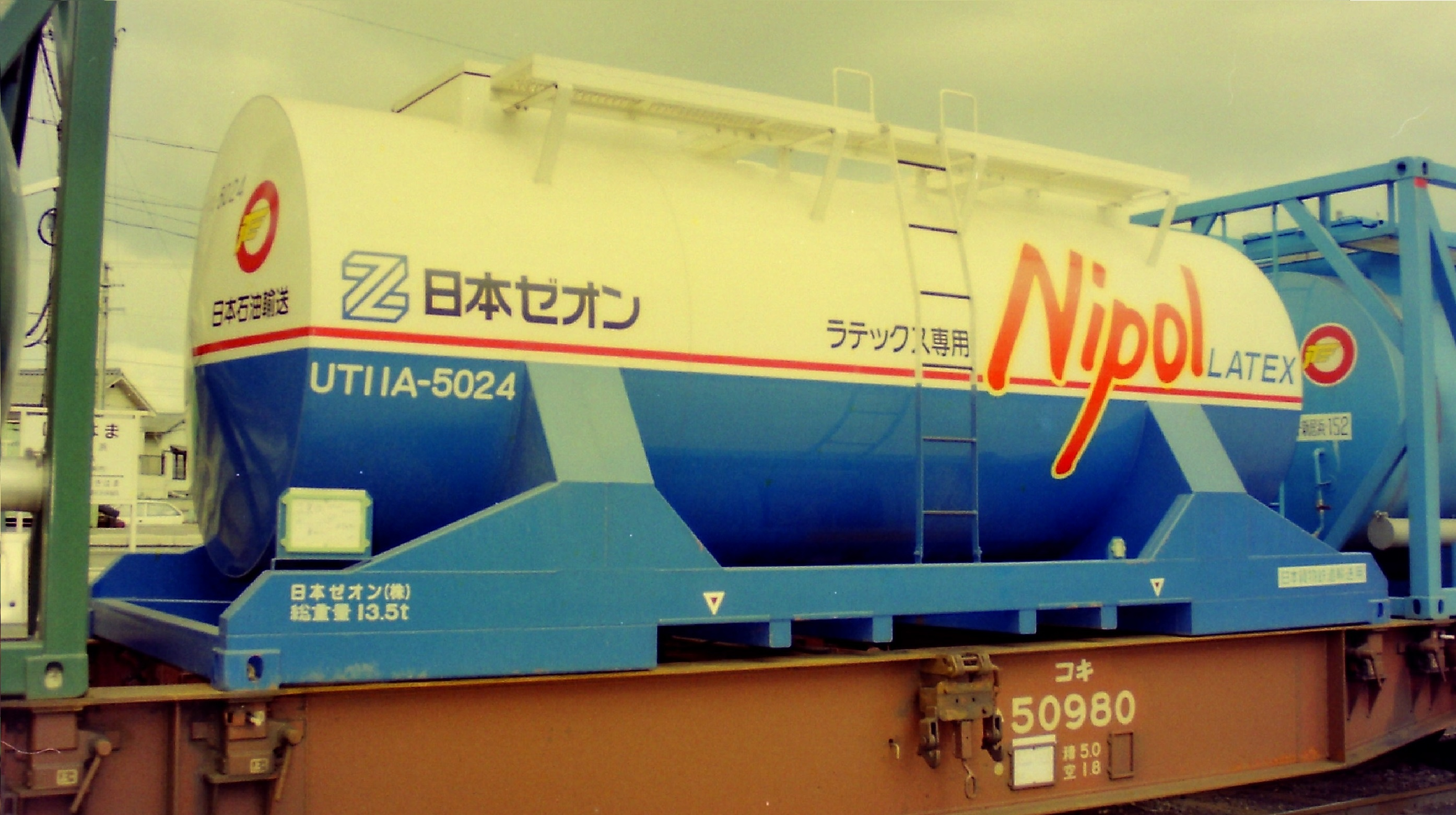
UT11A-5024 日本石油輸送所有、日本ゼオン借受。※旧カラー。（合成ラテックス専用）愛媛県／新居浜駅にて、1989年11月3日撮影。
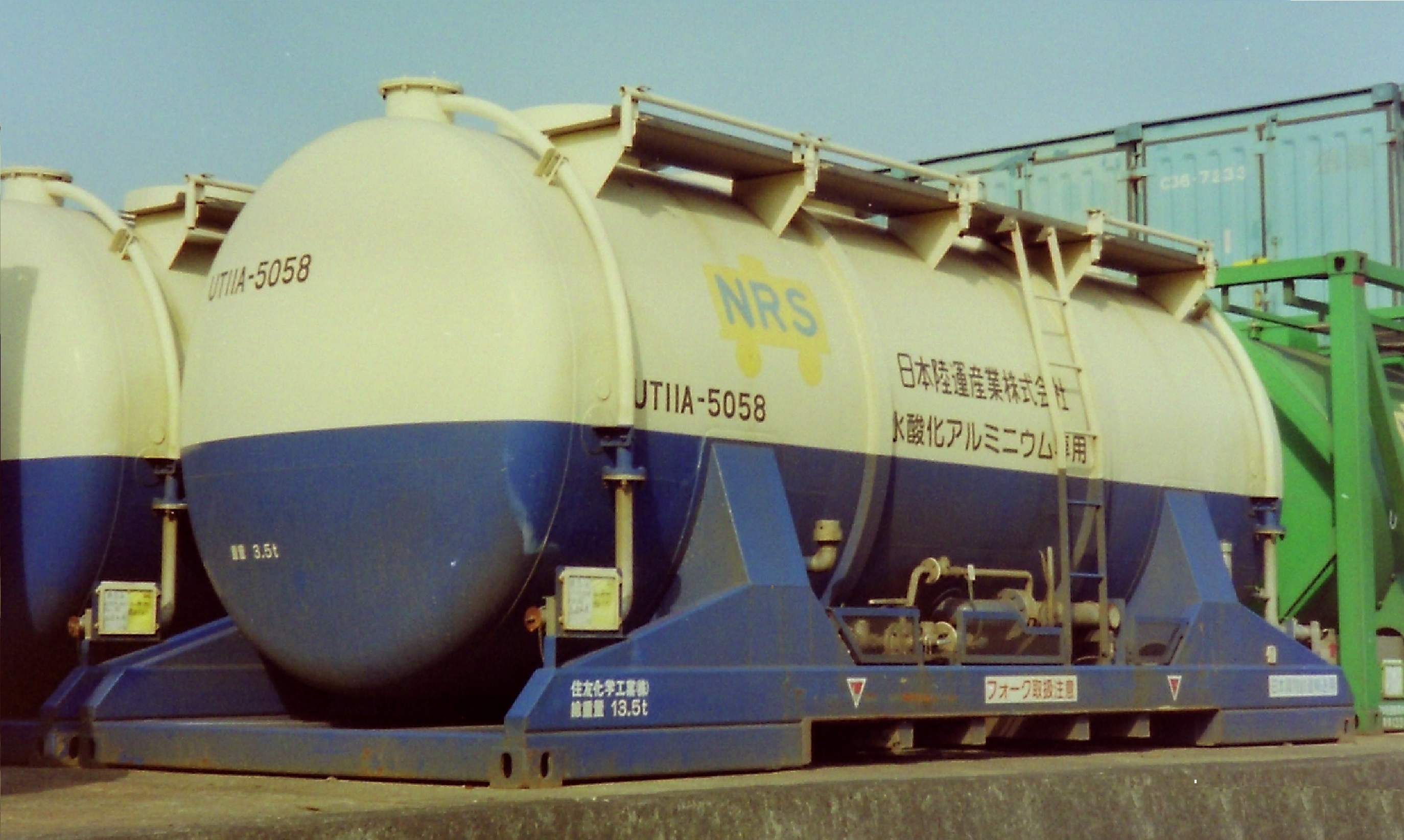
UT11A-5058 日本陸運産業所有、住友化学工業借受。（水酸化アルミニウム専用）愛媛県／新居浜駅にて、1998年3月28日撮影。
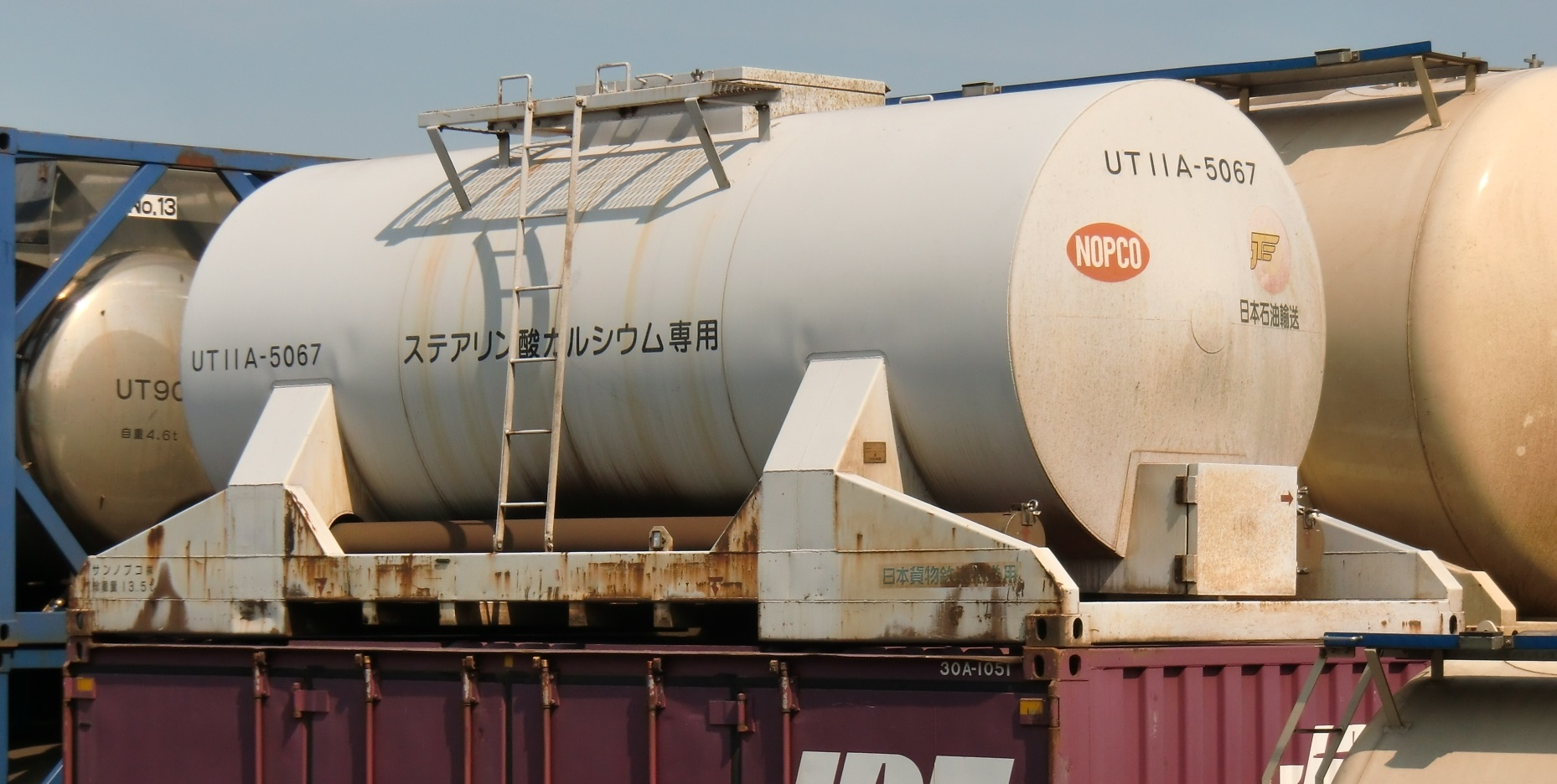
UT11A-5067 日本石油輸送所有、サンノプコ借受。（ステアリン酸カルシウム専用）宮城県／旧、宮城野駅にて、2010年5月2日撮影。
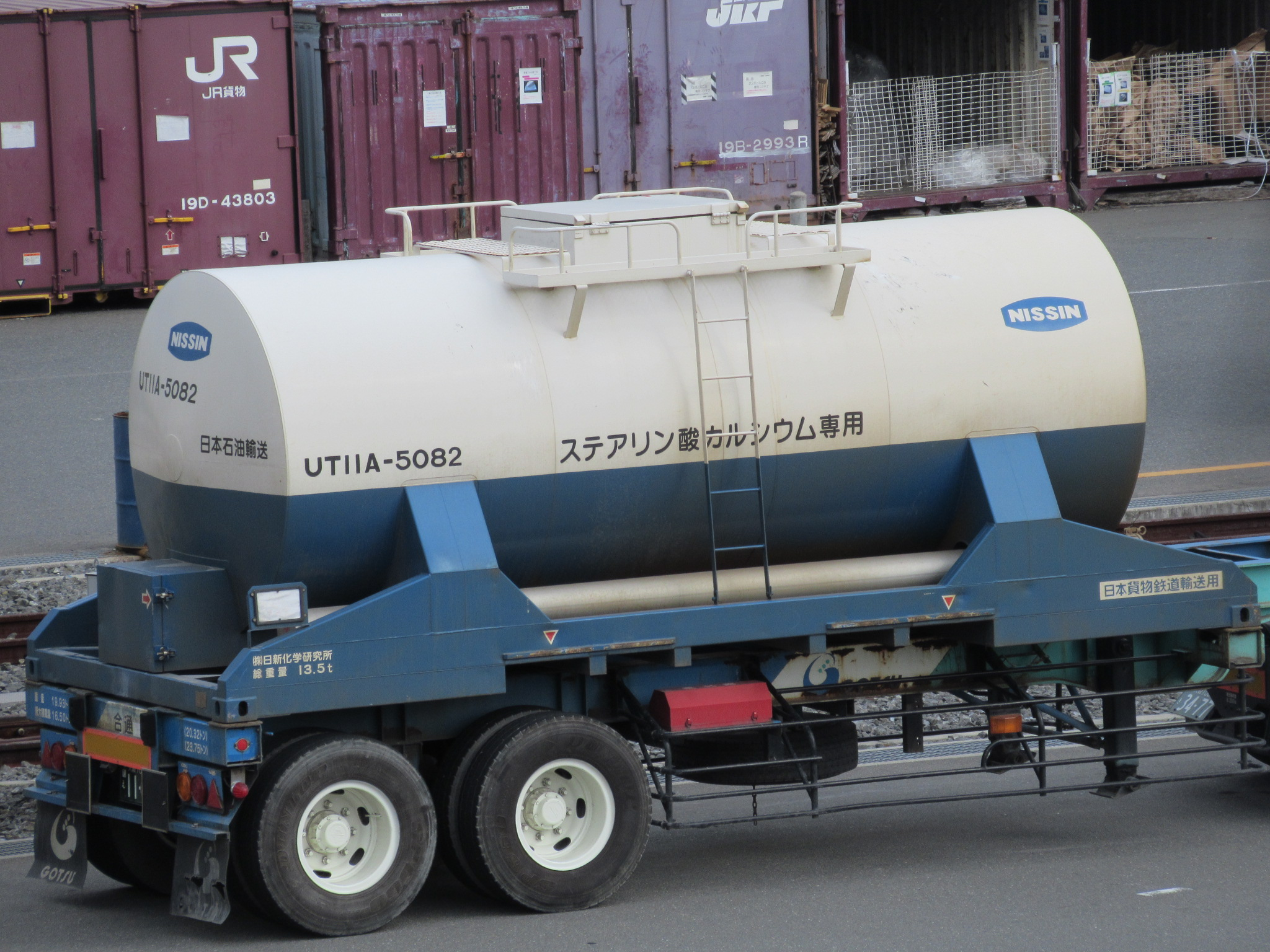
UT11A-5082 日本石油輸送所有、日新化学研究所借受。（ステアリン酸カルシウム専用）大阪府／旧、百済貨物駅にて、2019年2月8日撮影。
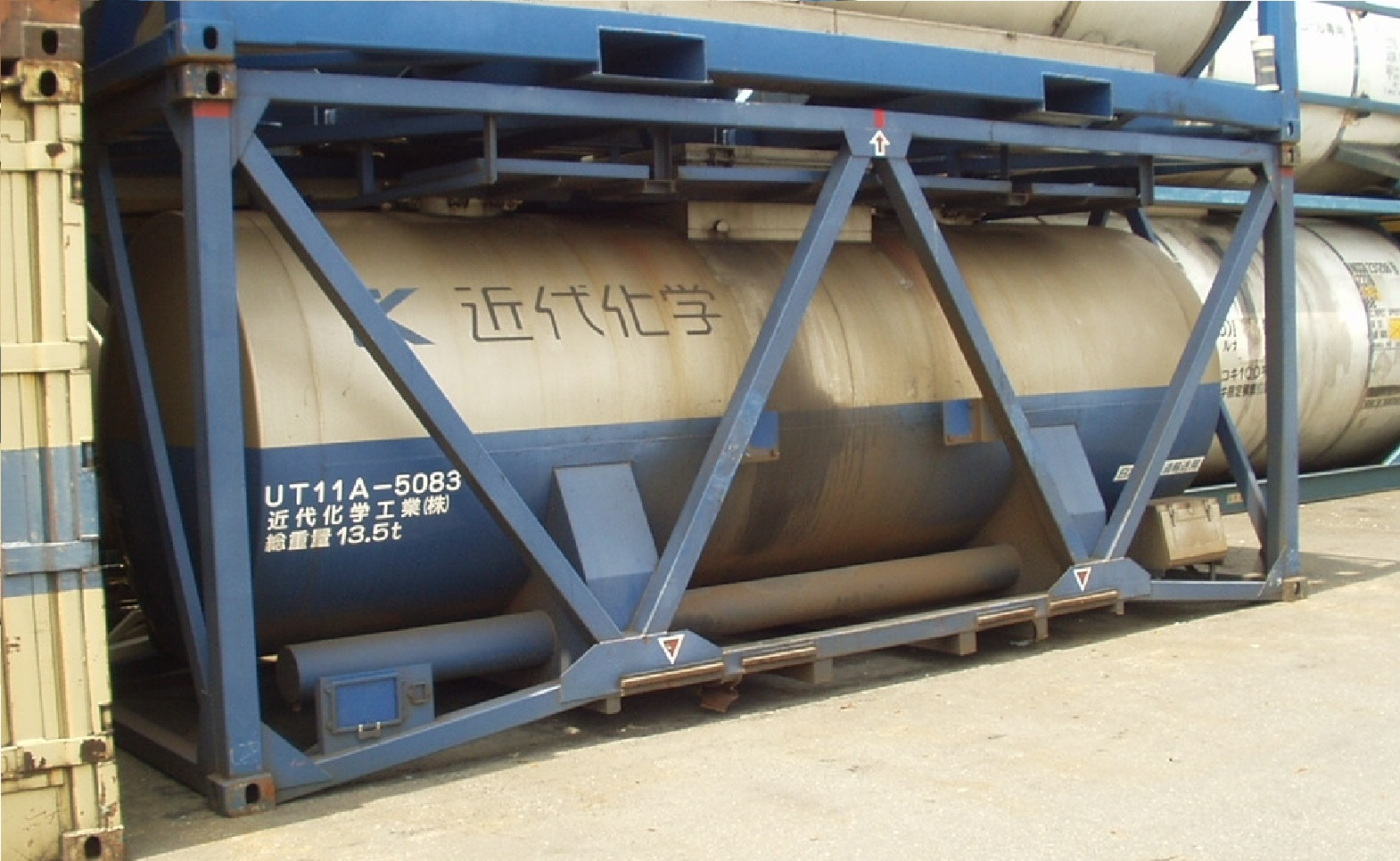
UT11A-5083 日本石油輸送所有、近代化学工業借受。（窒素防水剤専用）大阪府／大阪貨物ターミナル駅にて、2003年5月17日撮影。
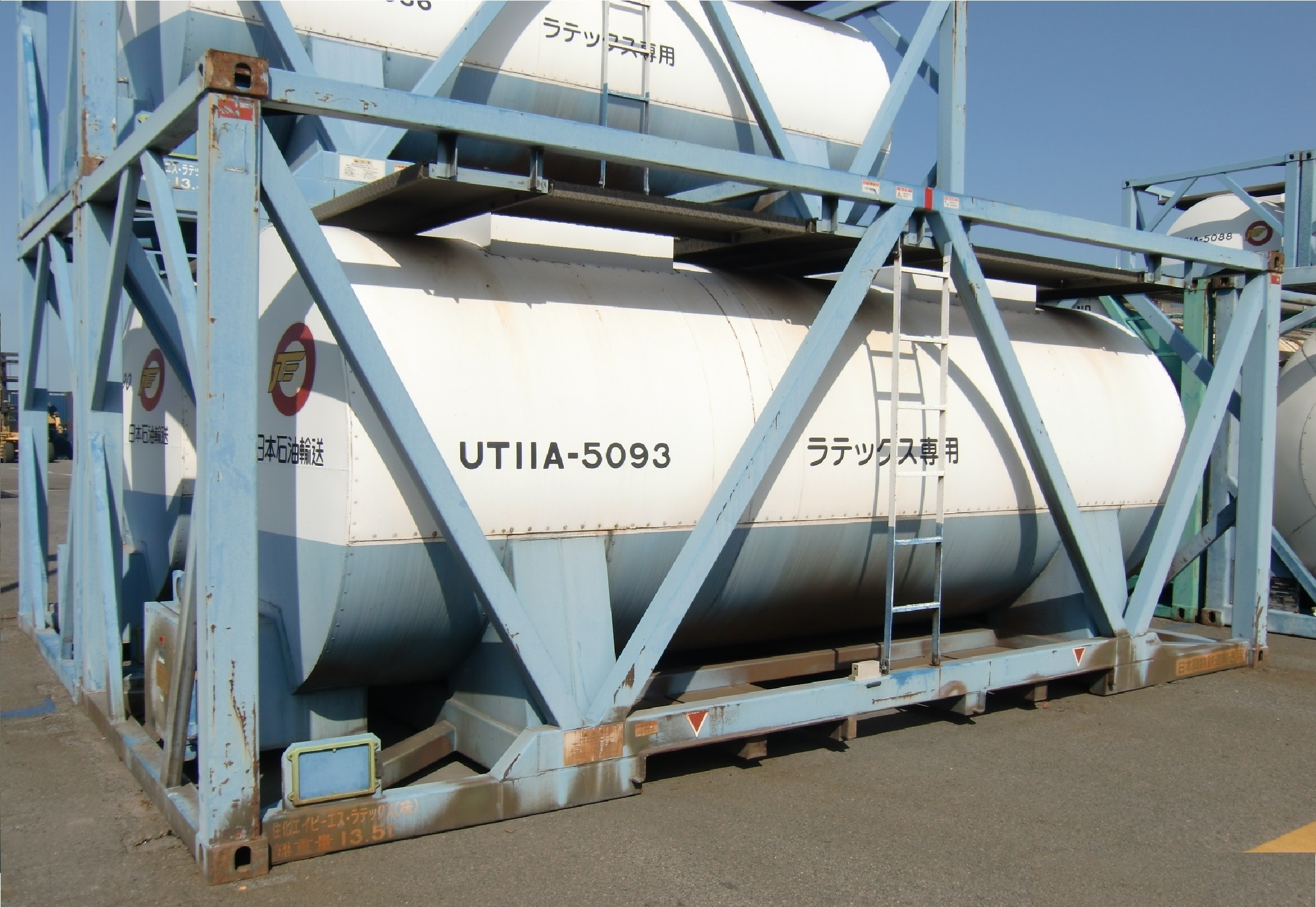
UT11A-5093 日本石油輸送所有、住化エイビーエス・ラテックス借受。（合成ラテックス専用）愛媛県／新居浜駅にて、2010年2月20日撮影。

### 8000番台
8001, 8002
ブルーエキスプレス所有のDMSO水溶液専用コンテナ。

### 28000番台

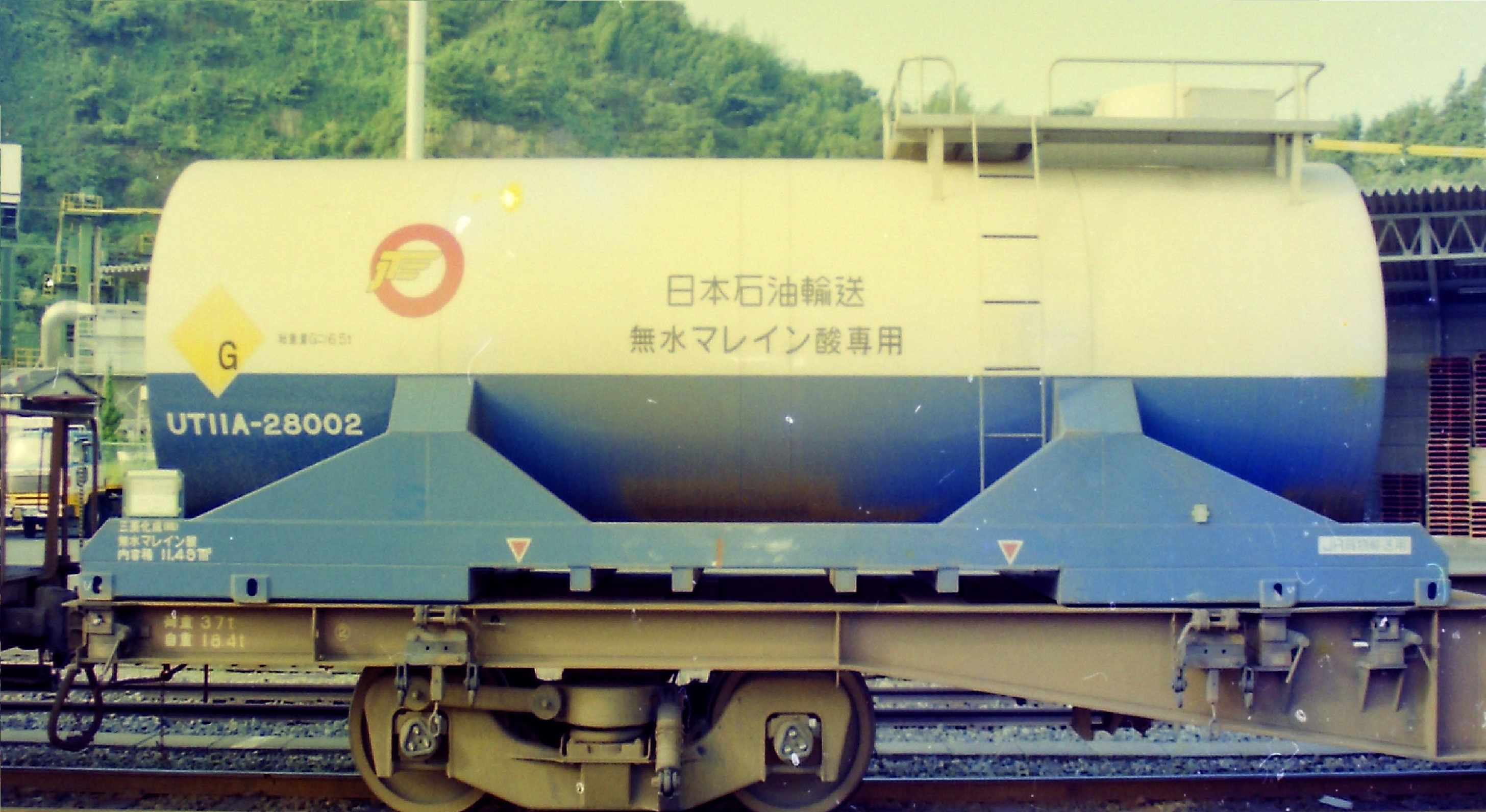
UT11A-28002　日本石油輸送所有、三菱化成借受。（岡山県／東水島駅にて、1989年9月10日撮影）

28001
日陸が所有し、三菱化成が借り受ける無水マレイン酸専用コンテナ。
28002
日本石油輸送が所有し、三菱化成が借り受ける無水マレイン酸専用コンテナ。